# Qobustan (district)
Qobustan (ook geschreven als Gobustan) is een district in Azerbeidzjan.
Qobustan telt 41.800 inwoners (01-01-2012) op een oppervlakte van 1369 km²; de bevolkingsdichtheid is dus 30,5 inwoners per km².